# Adiantopsis rupicola
Adiantopsis rupicola är en kantbräkenväxtart som beskrevs av William Ralph Maxon. Adiantopsis rupicola ingår i släktet Adiantopsis och familjen Pteridaceae. Inga underarter finns listade.